# Leah Lewis
Leah Lewis, född den 9 december 1996 i Kina, men adopterades i unga år, är en amerikansk skådespelare.
Lewis har bland annat medverkat i TV-serien Nancy Drew mellan 2019 och 2022 och filmerna How to Deter a Robber från 2020 samt The Half of It från samma år. Hon ger också röst åt huvudrollen i den animerade filmen Elementärt (2023) samt spelar i Tigerns lärling med planerad premiär 2024.

## Filmografi (i urval)
- 2019-2022: Nancy Drew
- 2020: How to Deter a Robber
- 2020: The Half of It
- 2023: Elementärt
- 2024: Tigerns lärling